# Équipe d'Argentine de football à la Coupe du monde 1986
L'équipe d'Argentine de football remporte la Coupe du monde de football de 1986.

## Effectif

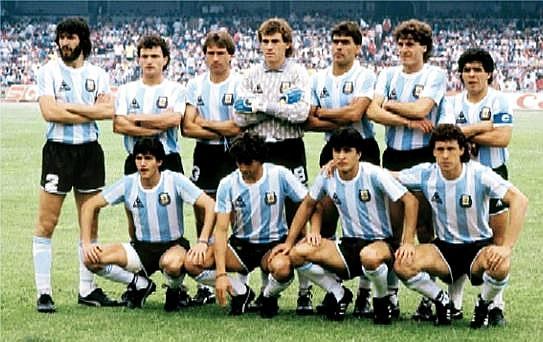
L'équipe d'Argentine en 1986 (face à la Corée du sud).

| Numéro / Nom       | Numéro / Nom            | Club                    | Sélections*     | Âge             | J.              | Buts            | Rouge           | Jaune           |
| Gardiens de but    | Gardiens de but         | Gardiens de but         | Gardiens de but | Gardiens de but | Gardiens de but | Gardiens de but | Gardiens de but | Gardiens de but |
| ------------------ | ----------------------- | ----------------------- | --------------- | --------------- | --------------- | --------------- | --------------- | --------------- |
| 15                 | Luis Islas              | Estudiantes LP          | -               | -               | -               | -               | -               | -               |
| 18                 | Nery Pumpido            | River Plate             | 17e             | 29 ans          | -               | -               | -               | -               |
| 22                 | Héctor Zelada           | Club América            | -               | -               | -               | -               | -               | -               |
| Défenseurs         |                         |                         |                 |                 |                 |                 |                 |                 |
| 5                  | José Luis Brown         | Atlético Nacional       | 21e             | 30 ans          | -               | -               | -               | -               |
| 8                  | Néstor Clausen          | Independiente           | -               | -               | -               | -               | -               | -               |
| 9                  | José Luis Cuciuffo      | CA Vélez Sársfield      | 7e              | 25 ans          | -               | -               | -               | -               |
| 13                 | Oscar Garré             | Club Ferro Carril Oeste | -               | -               | -               | -               | -               | -               |
| 6                  | Daniel Passarella       | ACF Fiorentina          | -               | 33 ans          | -               | -               | -               | -               |
| 19                 | Oscar Ruggeri           | River Plate             | 27e             | 26 ans          | -               | -               | -               | -               |
| Milieux de terrain |                         |                         |                 |                 |                 |                 |                 |                 |
| 2                  | Sergio Batista          | Argentinos Juniors      | 12e             | 24 ans          | -               | -               | -               | -               |
| 3                  | Ricardo Bochini         | Independiente           | -               | 32 ans          | -               | -               | -               | -               |
| 7                  | Jorge Burruchaga        | FC Nantes               | 36e             | 24 ans          | -               | -               | -               | -               |
| 12                 | Héctor Enrique          | River Plate             | 7e              | 26 ans          | -               | -               | -               | -               |
| 14                 | Ricardo Giusti          | Independiente           | 29e             | 30 ans          | -               | -               | -               | -               |
| 16                 | Julio Olarticoechea     | Boca Juniors            | 12e             | 28 ans          | -               | -               | -               | -               |
| 20                 | Carlos Tapia            | Boca Juniors            | -               | -               | -               | -               | -               | -               |
| 21                 | Marcelo Trobbiani       | Elche CF                | 26e             | 31 ans          | -               | -               | -               | -               |
| Attaquants         |                         |                         |                 |                 |                 |                 |                 |                 |
| 1                  | Sergio Almiron          | Newell's Old Boys       | -               | -               | -               | -               | -               | -               |
| 4                  | Claudio Borghi          | Argentinos Juniors      | -               | -               | -               | -               | -               | -               |
| 10                 | Diego Maradona          | SSC Naples              | 51e             | 26 ans          | -               | -               | -               | -               |
| 17                 | Pedro Pasculli          | US Lecce                | -               | -               | -               | -               | -               | -               |
| 11                 | Jorge Valdano           | Real Madrid             | 20e             | 31 ans          | -               | -               | -               | -               |
| Sélectionneur      |                         |                         |                 |                 |                 |                 |                 |                 |
|                    | Carlos Salvador Bilardo |                         | 05.11.1938      |                 |                 |                 |                 |                 |

* Au moment de la finale
- Note : les numéros des joueurs de l'équipe d'Argentine sont attribués par ordre alphabétique en fonction du nom de famille, à l'exception de trois joueurs — Passarella, Maradona et Valdano — qui héritent respectivement des numéros 6, 10, et 11, en fonction de leur poste respectif.

## Qualification
L'Argentine est placée dans le groupe 1 de la zone CONMEBOL en compagnie de la Colombie, du Pérou et du Venezuela. 
| Date         | Ville         | Équipe 1  | Équipe 2  | Résultat |
| 26 mai 1985  | San Cristóbal | Venezuela | Argentine | 2-3      |
| 2 juin 1985  | Bogota        | Colombie  | Argentine | 1-3      |
| 9 juin 1985  | Buenos Aires  | Argentine | Venezuela | 3-0      |
| 16 juin 1985 | Buenos Aires  | Argentine | Colombie  | 1-0      |
| 23 juin 1985 | Lima          | Pérou     | Argentine | 1-0      |
| 30 juin 1985 | Buenos Aires  | Argentine | Pérou     | 2-2      |

| Rang | Équipe    | Pts | J | G | N | P | Bp | Bc | Diff |
| ---- | --------- | --- | - | - | - | - | -- | -- | ---- |
| 1    | Argentine | 9   | 6 | 4 | 1 | 1 | 12 | 6  | 6    |
| 2    | Pérou     | 8   | 6 | 3 | 2 | 1 | 8  | 4  | 4    |
| 3    | Colombie  | 6   | 6 | 2 | 2 | 2 | 6  | 6  | 0    |
| 4    | Venezuela | 1   | 6 | 0 | 1 | 5 | 5  | 15 | -10  |

L'Argentine est qualifiée. Le Pérou et la Colombie doivent disputer les barrages.

## Phase finale

### Premier tour - groupe A
| Date         | Équipe 1  | Équipe 2     | Résultat      | Buteurs                                             |
| 2 juin 1986  | Argentine | Corée du Sud | 3 - 1 (2 - 0) | Valdano 8e et 47e, Ruggeri 19e ; Park Chang-sun 72e |
| 5 juin 1986  | Argentine | Italie       | 1 - 1 (1 - 1) | Maradona 34e ; Altobelli 7e (pen.)                  |
| 10 juin 1986 | Argentine | Bulgarie     | 2 - 0 (1 - 0) | Valdano 1re, Burruchaga 77e                         |

Classement
| Place | Équipe       | Points | J | G | N | P | Buts + | Buts - | Diff. |
| 1er   | Argentine    | 5      | 3 | 2 | 1 | 0 | 6      | 2      | +4    |
| 2e    | Italie       | 4      | 3 | 1 | 2 | 0 | 5      | 4      | +1    |
| 3e    | Bulgarie     | 2      | 3 | 0 | 2 | 1 | 2      | 4      | -2    |
| 4e    | Corée du Sud | 1      | 3 | 0 | 1 | 2 | 4      | 7      | -3    |

### Huitième de finale
| Date         | Équipe 1  | Équipe 2 | Résultat      | Buteurs      |
| 16 juin 1986 | Argentine | Uruguay  | 1 - 0 (1 - 0) | Pasculli 42e |

### Quart de finale
| Date         | Équipe 1  | Équipe 2   | Résultat      | Buteurs                           |
| 22 juin 1986 | Argentine | Angleterre | 2 - 1 (0 - 0) | Maradona 51e et 56e ; Lineker 81e |

### Demi-finale
| Date         | Équipe 1  | Équipe 2 | Résultat      | Buteurs             |
| 25 juin 1986 | Argentine | Belgique | 2 - 0 (0 - 0) | Maradona 52e et 63e |

### Finale
| Équipes   | Argentine - Allemagne de l'Ouest |
| Score     | 3 - 2 (1 - 0) |
| Date      | 29 juin 1986 |
| Stade     | Stade Azteca, Mexico 114 500 spectateurs |
| Arbitre   | Romualdo Arppi Filho (Brésil) |
| Buts      | Brown 23e, Valdano 56e, K.-H. Rummenigge 74e, Völler 82e, Burruchaga 88e |
| Argentine | Nery Pumpido - José Luis Brown, José Luis Cuciuffo, Oscar Ruggeri, Julio Olarticoechea - Ricardo Giusti, Sergio Batista, Jorge Burruchaga (89e Marcelo Trobbiani), Héctor Enrique - Diego Maradona, Jorge Valdano Entraîneur : Carlos Bilardo                        |
| RFA       | Harald Schumacher - Ditmar Jakobs, Thomas Berthold, Karl-Heinz Förster, Hans-Peter Briegel - Lothar Matthäus, Andreas Brehme, Felix Magath (89e Dieter Hoeness), Norbert Eder - Karl-Heinz Rummenigge, Klaus Allofs (46e Rudi Völler) Entraîneur : Franz Beckenbauer |